# BBC Radio 6 Music
BBC Radio 6 Music (conhecida como BBC 6 Music ou BBC 6) é uma estação de rádio digital administrada pela BBC, especializada principalmente em música alternativa. Era conhecida oficialmente como BBC 6 Music desde do lançamento da rádio em 11 de março de 2002 até abril de 2011. A radio foi a primeira estação nacional de rádio de música a ser lançada pela BBC em 32 anos.
A BBC 6 Music foi descrita como uma "estação de música alternativa dedicada". Muitos apresentadores argumentaram contra a percepção de que o foco principal é a música indie.

## História

Antigo logotipo da BBC Radio 6 Music.

A BBC 6 Music foi proposta em outubro de 2000 como uma estação de rádio "apenas digital" e denominada "Rede Y". ("Rede X" tornou-se BBC Radio 1Xtra e BBC 7 ).
Em março de 2006, a BBC 6 Music mudou-se da Broadcasting House para novos estúdios na adjacente Wogan House (então chamada Western House) para permitir a regeneração da Broadcasting House.
Em 2011, a BBC Radio 6 Music iniciou o processo de mudança de alguns de seus apresentadores, funcionários e shows de Londres e de outros lugares para os novos estúdios do MediaCityUK em Salford, Manchester. Os estúdios estão localizados no piso térreo da Dock House.

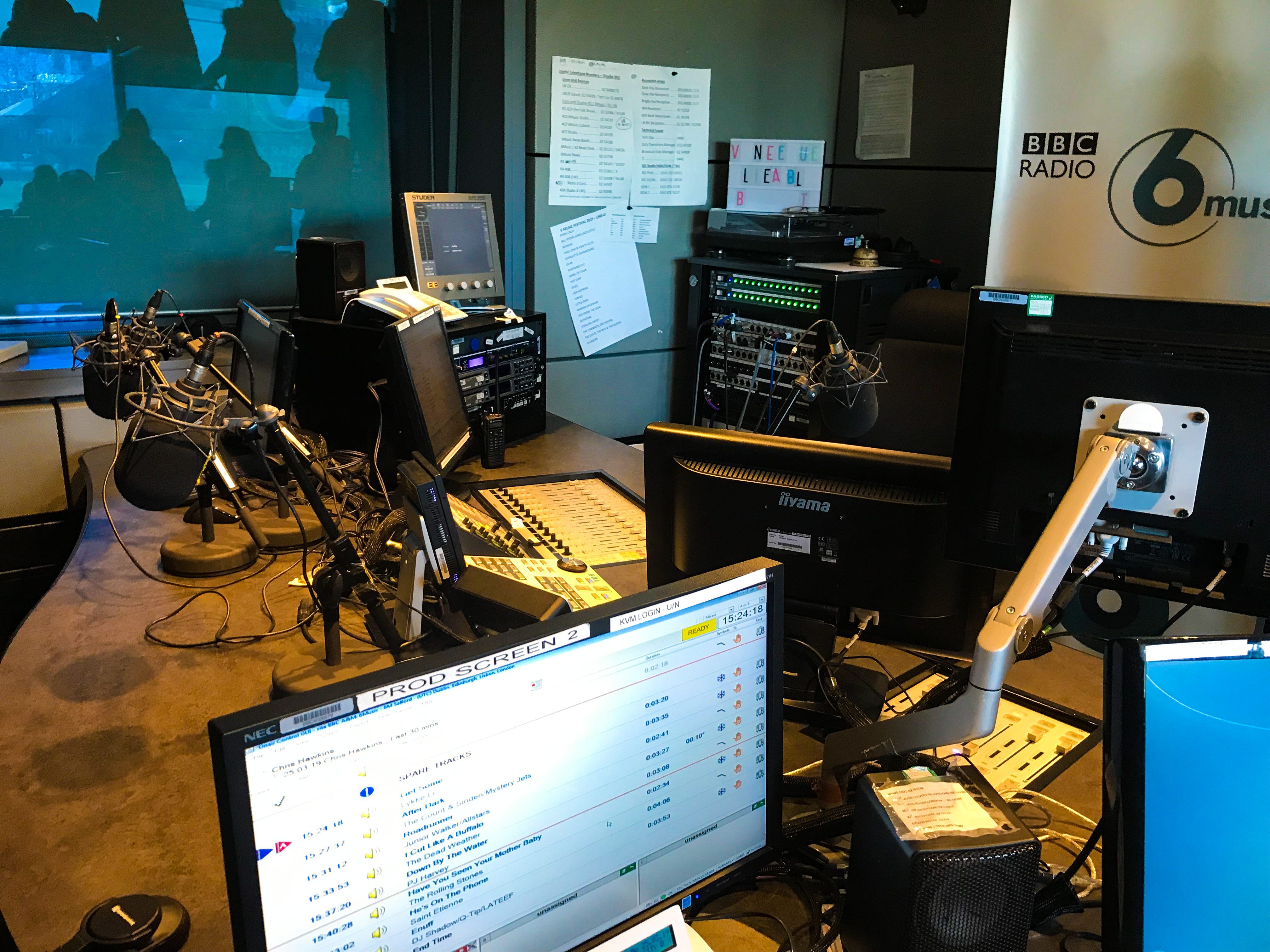
Estúdio da rádio BBC Radio 6 Music.

### Proposta de fechamento
Em fevereiro de 2010, em antecipação a uma revisão do BBC Trust, reportagens de jornais sugeriram que o 6 Music pudesse ser retirado.  A revisão parou de recomendar o fechamento, mas observou que apenas um em cada cinco residentes do Reino Unido sabia que a estação existia e que não apresentava credibilidade como especialista em música. The Times afirmou que Mark Thompson, diretor geral da BBC, propôs o fechamento como parte de uma tentativa de reduzir as operações da BBC e permitir mais espaço para os rivais comerciais.
Uma campanha de alto nível para se opor ao fechamento da estação atraiu a atenção da mídia e levou a #SaveBBC6Music a se tornar rapidamente um tópico de tendência no Twitter. Uma voz de destaque na campanha foi Jarvis Cocker, o vocalista da banda britânica Pulp, que apresentou seu próprio programa na BBC 6 Music, no Sunday Service de Jarvis Cocker.

## Apresentadores
- Craig Charles
- Gideon Coe
- Guy Garvey
- Chris Hawkins
- Mary Anne Hobbs
- Shaun Keaveny
- Liz Kershaw
- Steve Lamacq
- Amy Lamé
- Lauren Laverne
- Don Letts
- Stuart Maconie
- Cerys Matthews
- Huey Morgan
- Nemone
- Gilles Peterson
- Iggy Pop
- Mark Radcliffe
- Tom Ravenscroft
- Marc Riley
- Tom Robinson
- Miranda Sawyer

## Gerenciamento de estação

### Atual
- Paul Rodgers - Chefe da 6 Music, 2016–  Editor anterior, 2008–2012[13]
- Bob Shennan - Controlador de rede, Rádio 2 e 6 Música, 2009–2016[14]
- James Stirling - Chefe de programas, 6 músicas, 2012–[15]
- Jeff Smith - Diretor de música, Rádio 2 e 6 Música/chefe da reunião semanal da lista de reprodução[16][17]
- Lorna Clarke - Gerente de rede, Rádio 2 e 6 Música, 2010–[18]

### Antigo
- Lesley Douglas - Controladora de rede, Rádio 2 e 6 Música, 2004–2008[19]
- Ric Blaxill - Chefe de Programas, 2004-2007[20]